# Blänkabacken
Blänkabacken är ett kommunalt naturreservat i Örebro kommun nära Ekeby-Almby 1 km söder om Hjälmarsberg.
Reservatet inrättades 2010. Området omfattar 69,7 ha, till största delen på gammal kulturmark. Idag präglas området av lövdominerad naturskogsartad skog med inslag av ädellöv och med talldominerad skog på torrare mark. Det  har gjorts stora insatser har för att ta bort granen och istället gynna lövträden. Bland dessa dominerar björk och asp, men det finns även många ädellövträd som ek, hassel, ask och lönn. 
Naturreservatet har ett rikt fågelliv. Bland de ovanligare arterna finns spillkråka, tretåig hackspett och stjärtmes.
Blänkabacken ligger utmed en förkastningszon. Större delen av reservatet utgörs av en blockrik sluttning. Från utsiktsplatsen på toppen av branten är det en vidsträckt utsikt över Örebro och bort mot Kilsbergen. 

## Friluftsliv
Området lämpar sig utmärkt för vandringar. Även mountainbikeåkare trivs här, trots att en del av stigarna i området under mer regniga delar av året kan vara ganska leriga. Dessutom är det förbjudet att cykla inne i naturreservatet.

## Bilder

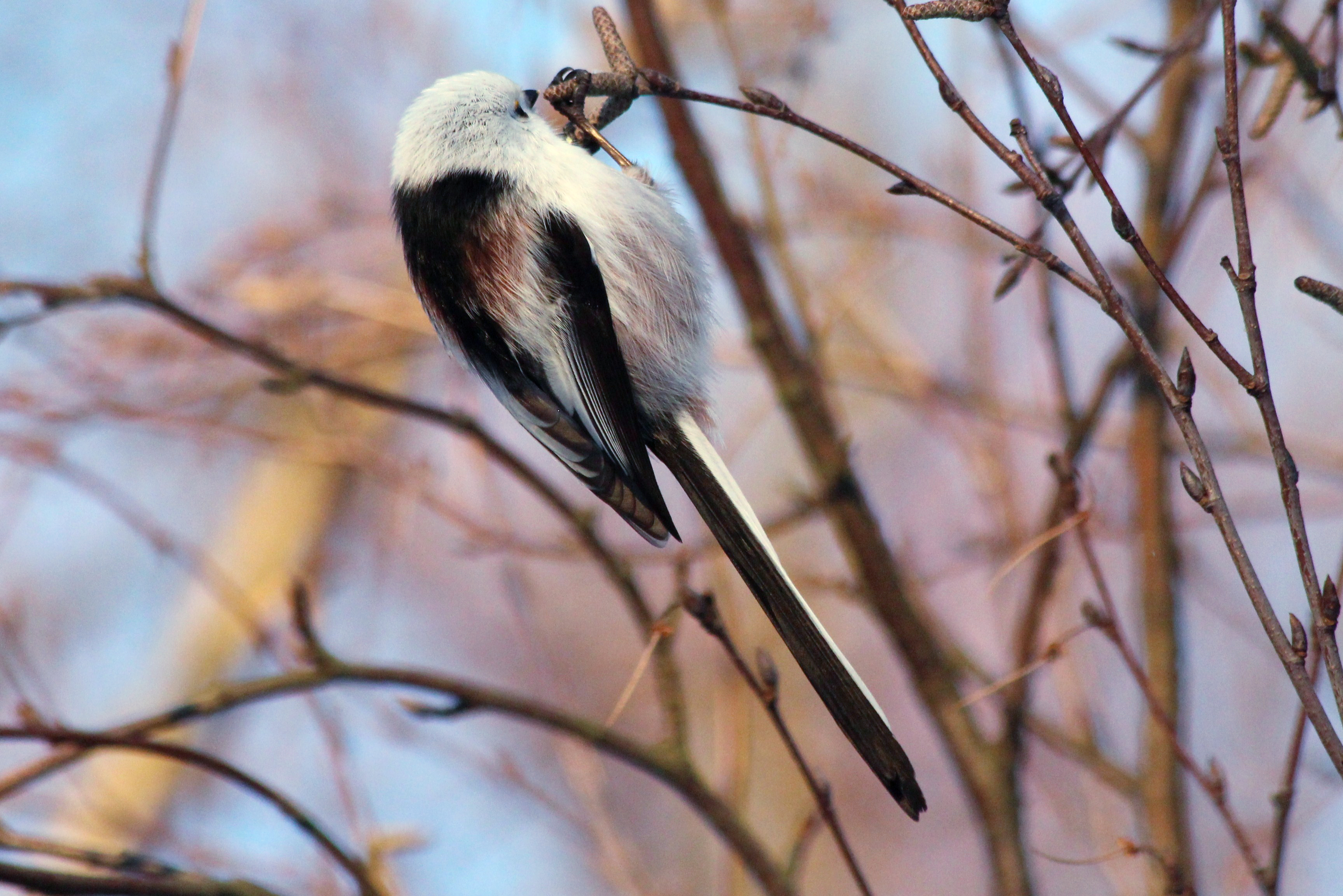
Stjärtmes (caudatus-gruppen)
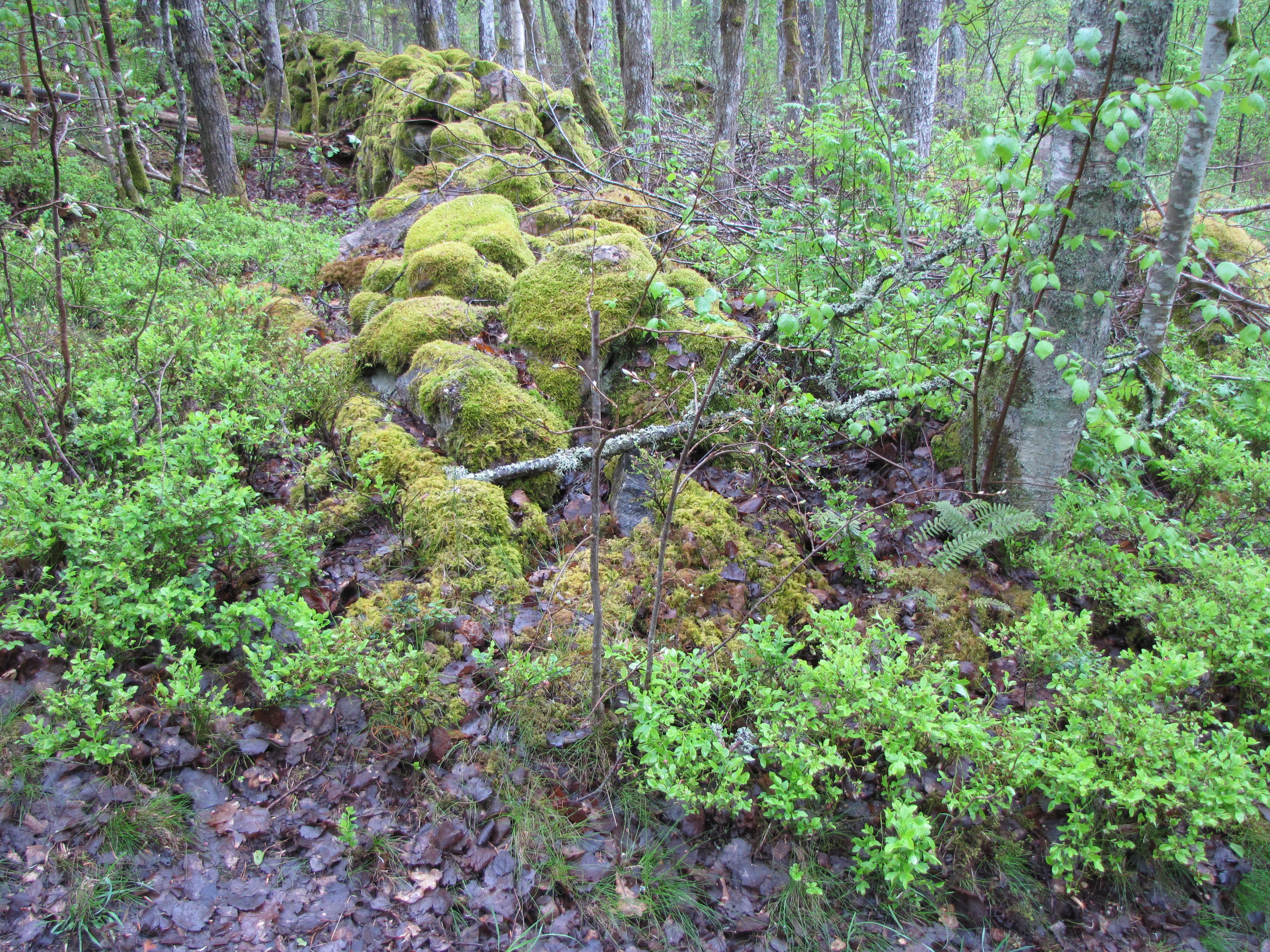
Stenmur i Blänkabackens naturreservat